# Újpesti Természetbarátok Turista Egyesülete
Az Újpesti Természetbarátok Turista Egyesülete 1916-ban létesült magyarországi civil szerveződés, az ország legrégebbi, folyamatosan működő természetjáró szervezete. Eredetileg az 1910-ben alakult Természetbarátok Turista Egyesülete újpesti osztályaként jött létre, fénykorában ezer fő körüli taglétszámmal működött.

## Története

### Előzmények
A 19-20. század fordulóján a lassanként önszerveződővé váló ipari munkásság, más külföldi példák nyomán idehaza is nekilátott sportegyesületek, természetjáró csoportok létrehozatalának. Az elsők között megalakuló ilyen szerveződés a Munkás Testedző Egyesület (MTE) volt, melynek részeként 1908-ban turista osztály is létesült. Az első önálló természetbarát és természetjáró egyesülés az 1910-ben megalakult Természetbarátok Turista Egyesülete (TTE) lett, amit főként nyomdai munkások és könyvkötők hoztak létre, Neumann Ede nyomdász vezetésével.
A TTE alapszabályában célul tűzték ki „a) a természet szeretetének felébresztését, b) a természet megismertetését a tagokkal, c) a természettudományok ismereteinek terjesztését, mindezek érdekében túrák, felolvasások, fotózás szervezését, szakirodalom terjesztését, turistautak jelzését, menedékházak építését, turista létesítmények kialakítását, kedvezményes vasúti jegyek biztosítását a természetkedvelők számára.”  A TTE példája nyomán a következő években Budapesten és vidéken is több, hasonló célból szerveződött osztály, csoport is alakult.

### Megalakulás és kezdeti évek
1916-ban Újpesten egy csapat ifjúmunkás, közép- és főiskolás diákokkal közösen úgy döntött, hogy megszervezik a TTE Újpesti Osztályát, az ifjúmunkásokat Németh Ferenc, a diákokat Boczán Károly szervezte, de munkájukat a TTE központja részéről is többen segítették. A taglétszám igen hamar száz fölé emelkedett, dacára annak, hogy a háború miatt sok nehézség akadályozta a működésüket, és a tagok közül sokaknak kellett frontszolgálatot vállalniuk.
A természetbarát mozgalom országosan is, csakúgy, mint Újpesten is a háború végét követően éledt újjá: az 1919-es évben a TTE újpesti osztályánál már csaknem 1000 tagot tartottak nyilván. Sorra alakultak a szervezeten belül a különböző szakosztályok: síző, sziklamászó, evezős, torna, ifjúsági és gyalogtúra szakosztály létesült, sőt közművelődési tagozatok is létrejöttek az egyesületen belül. 1922-ben megalakult az ifjúmunkás szakosztály is, melynek legismertebb nevű tagja Janda Vilmos volt.

### Tevékenység a két világháború között
Eleinte az újpesti természetbarátok egy-, majd többnapos túrákat szerveztek és más egyesületek által szervezett síversenyeken vettek részt. Rövidesen azonban egyre több saját akcióba fogtak bele: jelzett turistautakat kezdtek  kialakítani, forrásokat foglaltak és néhány menedékház építése is a nevükhöz fűződik. Még 1918-ban (más adat szerint 1917-ben az egyesület foglalta a solymári Jegenye-völgyben található Rózsika-forrást, 1921-ben kunyhót építettek a Pilis-tetőn és még ugyanabban az évben kiépítették az Eszperantó-forrás foglalását is. A következő években az Ezüst-hegyen építettek új turisztikai létesítményt, Rheuma kunyhó néven, 1923-1928 között pedig a TTE Tipográfia osztályával közösen építették meg a Kevély-nyergi turistaházat, melynek áramfejlesztője az ő kivitelezésükben készült. 1924-ben újabb két forrást (Jószerencse-forrás, Nánási-forrás) foglalt az egyesület.
1933-ban született javaslat arról, hogy egy Duna-parti természetbarát pihenőhelyet is alakítson ki az egyesület, ennek érdekében a következő évben számos olyan rendezvényt szerveztek, melyek bevételeit e célra szánták. A gyűjtést célzó programokon neves korabeli művészek is közreműködtek, a legismertebbek közülük Ascher Oszkár, Baló Elemér és Beregi Oszkár voltak. A bevételekből és más adományokból 1934-ben egy telket vásároltak a dunakeszi Duna parton, itt alakították ki aztán az újpesti természetbarátok későbbi kedvenc nyári táborhelyét.

### A második világháború után
A háborús évek alatt az egyesület aktivitása nagyon lecsökkent, de már 1945 elején újra összegyűltek az egyesület aktivistái, hogy újjászervezzék a működésüket. Az új vezetőségben Németh Ferenc elnökként, Tolnai József ügyvezető elnökként, Csaplár József alelnökként vállalt szerepet, más tagok pedig a szakosztályok újraszervezését és az új túrák szervezését vállalták magukra. Korábban a szervezetnek az újpesti Munkásotthonban volt egy kis helyisége, rövidesen azonban új székházba is költözhettek.
Első komolyabb tevékenységük 1946-ban a Nagy-Hideg-hegyen álló, félkész turistaház lakhatóvá tétele, majd ugyanazon év szeptember 1-jére a Csóványos csúcsára szerveztek "béke-túrát" több száz résztvevővel. A következő évben sípályát kezdtek építeni a Nagy-Hideg-hegyen, ahol rövidesen már síversenyeket is szerveztek. 1949-től a dunakeszi sporttelep is újra fejlődésnek indult.
1960-ban a Kis-Csikóvár oldalában álló romos vadászházat vették bérbe a Pilisi Parkerdőgazdaságtól, melynek újjáépítésével hozták létre a Janda Vilmos Kulcsosházat, 1964-ben pedig, a még 1914-ben megszervezett első "béke-túra" 50 éves évfordulója alkalmából, Tolnai József javaslatára elhatározták egy emlékmű építését a Csóványos csúcsára, amely még abban az évben el is készült, Piller Gyula tervei alapján; avatásán mintegy 1300 fő vett részt.

## Az egyesület jelene
Az egyesületre mindig jellemző volt, hogy a tagok családostul vettek részt a különböző programokon, és idővel a fiatalok, a régi tagok gyermekei, unokái is a szervezet tagjaivá váltak, saját családtagjaikkal, barátaikkal gyarapítva a tagság névsorát. Az alakulás nyolcvanadik évfordulóján, 1996-ban az egyesület tagsága 300 fő körüli, a pártoló tagok száma 300-350 fő körüli volt, a tagságnak körülbelül egyharmada volt fiatal. Jelenleg gyalogos, síző, evezős, és kerékpáros túra-szakosztályokkal, valamint ifjúsági szakosztállyal működik az egyesület. 2014-ben a szervezet elnöke Szabó József volt.